# Кевін Стілл
Кевін Стілл (англ. Kevin Still, 19 серпня 1960) — американський академічний веслувальник.
Бронзовий призер Олімпійських Ігор 1984 року в складі розпашної двійки зі стерновим, учасник 1988 року.
Переможець Ігор доброї волі 1986 року в складі вісімки.
Бронзовий призер Чемпіонату світу 1985, 1986 років у складі вісімки.